# Xã Red Lake, Quận Logan, Bắc Dakota
Xã Red Lake (tiếng Anh: Red Lake Township) là một xã thuộc quận Logan, tiểu bang Bắc Dakota, Hoa Kỳ. Năm 2010, dân số của xã này là 44 người.